# Claravalls (Areny de Noguera)
Claravalls és una localitat, actualment deshabitada, que pertany al municipi d'Areny de Noguera, a la Ribagorça (Aragó).
Situada a migjorn del terme municipal, al cim de la serra de Sant Marc.
L'església parroquial del Roser és del segle xi.